# Astratodina inermis
Astratodina inermis är en nattsländeart som beskrevs av Martin E. Mosely 1936. Astratodina inermis ingår i släktet Astratodina och familjen husmasknattsländor. Inga underarter finns listade i Catalogue of Life.